# Прапор Бережниці (Сарненський район)
Прапор Бережниці — офіційний символ села Бережниця, Сарненського району Рівненської області, затверджений 29 червня 2001 р. рішенням сесії сільської ради. 
Автори — А. Гречило та Ю. Терлецький.

## Опис
Квадратне синє полотнище, по діагоналі з нижнього кута від древка зображений жовтий ключ, вушком донизу, обабіч нього у кутах прапора — по білому лапчастому хресту.

## Значення символів
Ключ між двома хрестами свідчить про роль містечка як історичного укріпленого поселення біля колишнього кордону Волинського та Берестейського воєводств. 